# Alter Markt (Salzburg)

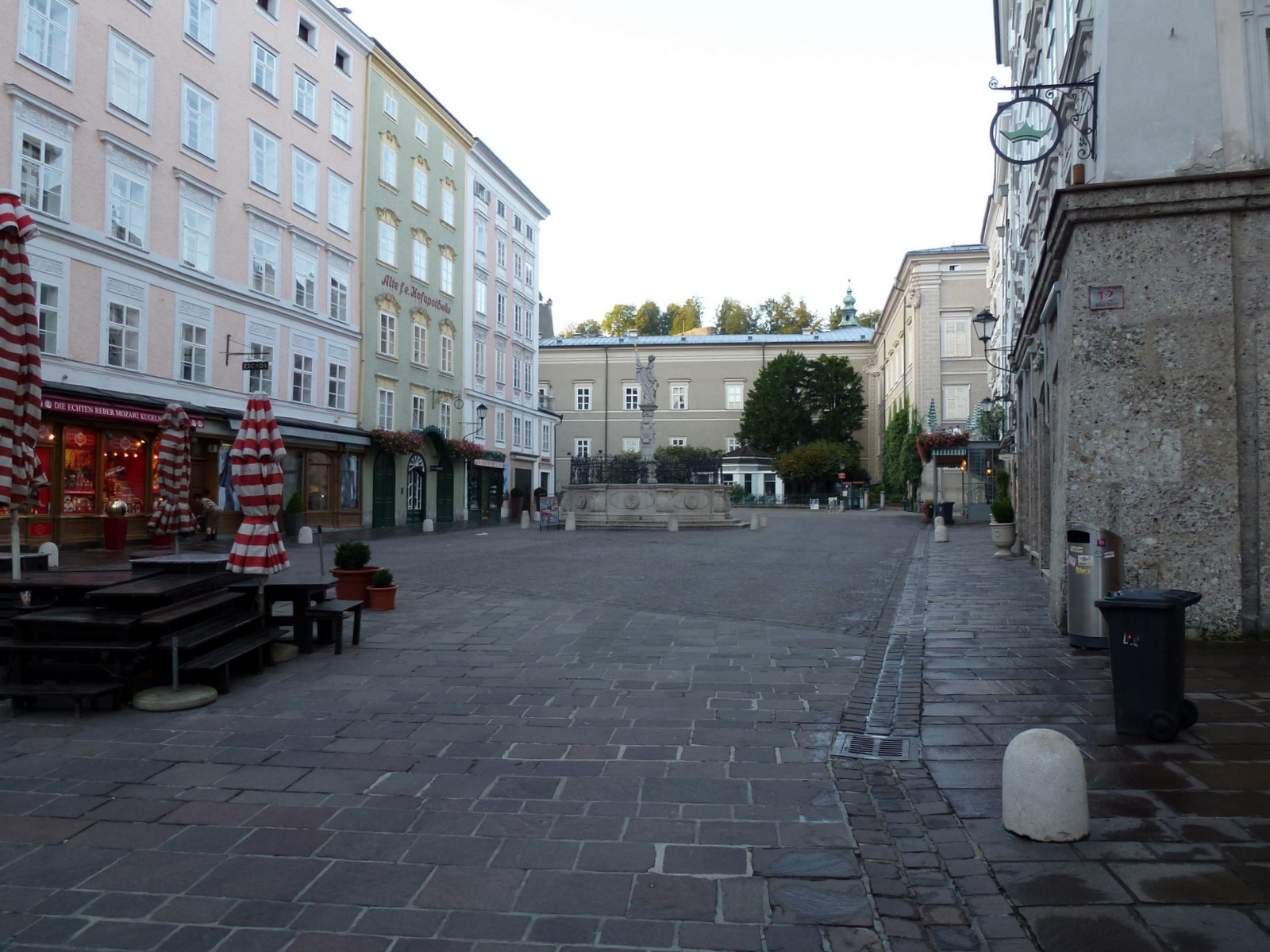
Alter Markt

Alter Markt (în traducere Piața Veche), anterior Marktplatz, din Centrul istoric (Altstadt) al orașului Salzburg a fost trasată la mijlocul secolului al XIII-lea. Ea este a treia piață după Waagplatz și mica piață de la intersecția estică a străzilor Brodgasse și Goldgasse.
Piața Veche a fost folosită nu numai ca piață, dar și o lungă perioadă de timp drept cadru festiv pentru dansurile din zilele de sărbătoare, pentru dansul cu săbiile al minerilor din Dürrnberg și pentru focul de tabără din ziua solstițiului de vară. Aici avea loc anual dansul în picioarele goale al brutarilor.

## Vechile funcționalități

### Târgurile săptămânale
Marktplatz era locul unde aveau loc târgurile săptămânale din centrul orașului Salzburg. Aici se vindeau în secolele al XVIII-lea și al XIX-lea produse lactate (untură, unt și brânză), ciuperci, fructe și legume (inclusiv cartofi, varză, sfeclă, ceapă și usturoi). Partea de nord-vest era rezervată pentru vânzarea de păsări.
În nord se pătrunde în piață prin Kranzlmarkt cameră și la capătul de nord al Sigmund-Haffner-Gasse se afla piața de produse lactate, unde se vindeau și legume. La sfârșitul secolului al XVIII-lea a fost apoi doar piață pentru păsări, flori ornamentale și coronite ornamentale (de unde numele curent de Kranzlmarkt). Fructele, ouăle și cartofii se vindeau în partea de sud-est a pieței. În fața fațadei toscane a reședinței arhiepiscopale se vindea untură, unt și ouă. 
În 1857 târgul săptămânal a fst mutat în actuala Universitätsplatz. Piața, care era anterior numită Marktplatz, a primit numele de Alter Markt (Piața Veche). În perioada 1873-1927 ea a purtat numele de Piața Ludwig-Victor, după numele fratelui cel mai mic al împăratului Franz Josef I. Arhiducele era la acea vreme un mare binefăcător al orașului Salzburg, fiind popular și iubit.

### Târgurile anuale
Actuala Piața Veche a fost până în 1889 locul unde aveau loc târgurile anuale, care se întindeau începând din 1813 până în Universitätsplatz și Residenzplatz, precum și locul unde avea loc până în 1856 târgul de toamnă, denumit și Rupertimarkt.

## Fântâna Sf. Florian (Florianibrunnen)

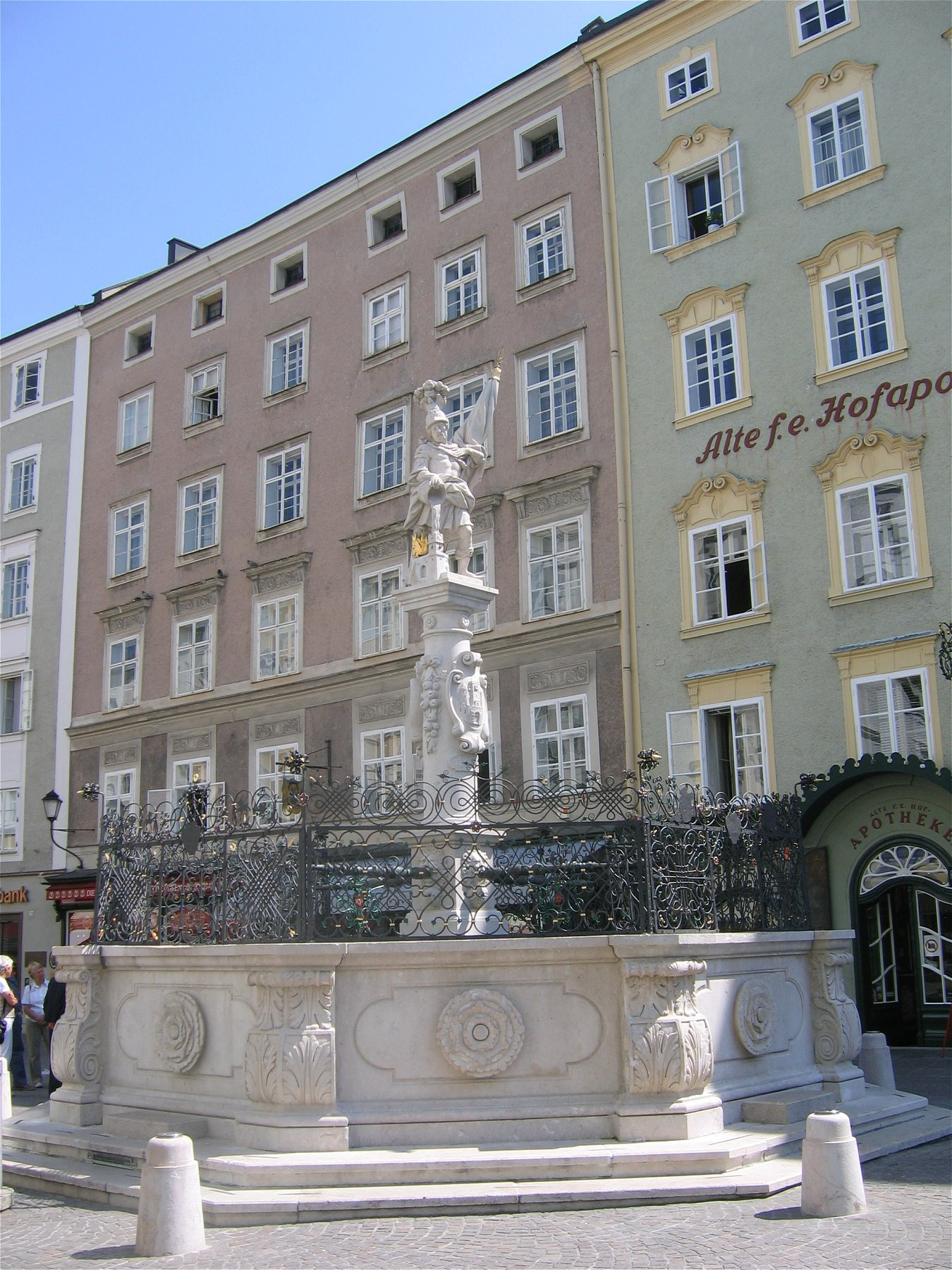
Florianibrunnen

De obicei, în mijlocul unei piețe se afla o fântână arteziană. Prin urmare, și în mijlocul Pieței Vechi a fost amplasată o fântână, care a fost construită în locul alteia mai vechi, atestată documentar în 1488, atunci a fost realizată aducțiunea apei de la Gaisberg până în Piața Veche.
Cea mai veche parte păstrată a fântânii este grilajul artistic. El a înfrumusețat precursoarea actualei fântâni și a fost creat de Wolf Guppenberger în 1583. Același meșter fierar a realizat firma din fier forjat a casei de pe Getreidegasse 33. Astăzi grilajul este monocromatic, dar a fost o dată luminos pictat. Cele trei steme sunt ale arhiepiscopului Johann Jakob von Kuen-Belasy, landului și orașului Salzburg.
Coloana din mijlocul fântânii a fost construită în 1687 cu un grilaj din fier forjat decorat cu stema orașului Salzburg. Bazinul fântânii are din perioada 1685-1687 opt fețe din marmură cu rozete pe părțile laterale și frunze de acant la colțuri. De asemenea, din aceeași perioadă datează și cele două scări de marmură ce înconjoară construcția.
Statuia din vârful coloanei îl reprezintă pe Sfântul Florian și a fost sculptată în 1734 de Josef Anton Pfaffinger. Sfântul Florian, patronul spiritual al pompierilor, a fost și este unul dintre sfinții populari pentru a fi amplasați în mijlocul fântânilor arteziene. Fântâna lui Florian a fost până aproape de anul 1800 locul unde avea loc întrunirea breslei măcelarilor, care avea loc mereu în Miercurea Cenușii. Aici avea loc instruirea ucenicilor măcelari după ce aceștia își „spălau păcatele” în fântână, depăunând jurământul în fața membrilor măcelarilor.

## Casele din jurul Pieței Vechi
Piața veche de astăzi este mărginită de case impunătoare, care datează în cea mai mare parte din Evul Mediu, dar care sunt de multe ori refăcute în epoca modernă.

### Casa de pe Alter Markt 3
(astăzi sediul principal al Salzburger Sparkasse). Această clădire a fost construită pe fundații romane. Aici s-au găsit rămășițele unui hipocaust, resturi de mozaic și 150 de monede romane. Casa are acum un portal din marmură în stil baroc târziu, cu pilaștrit, care s-a aflat până în 1907 în Makartplatz. Portalul conține stema prințului arhiepiscop Jakob Ernst von Liechtenstein și o inscripție cu anul 1747.

### „Vechea farmacie arhiepiscopală“

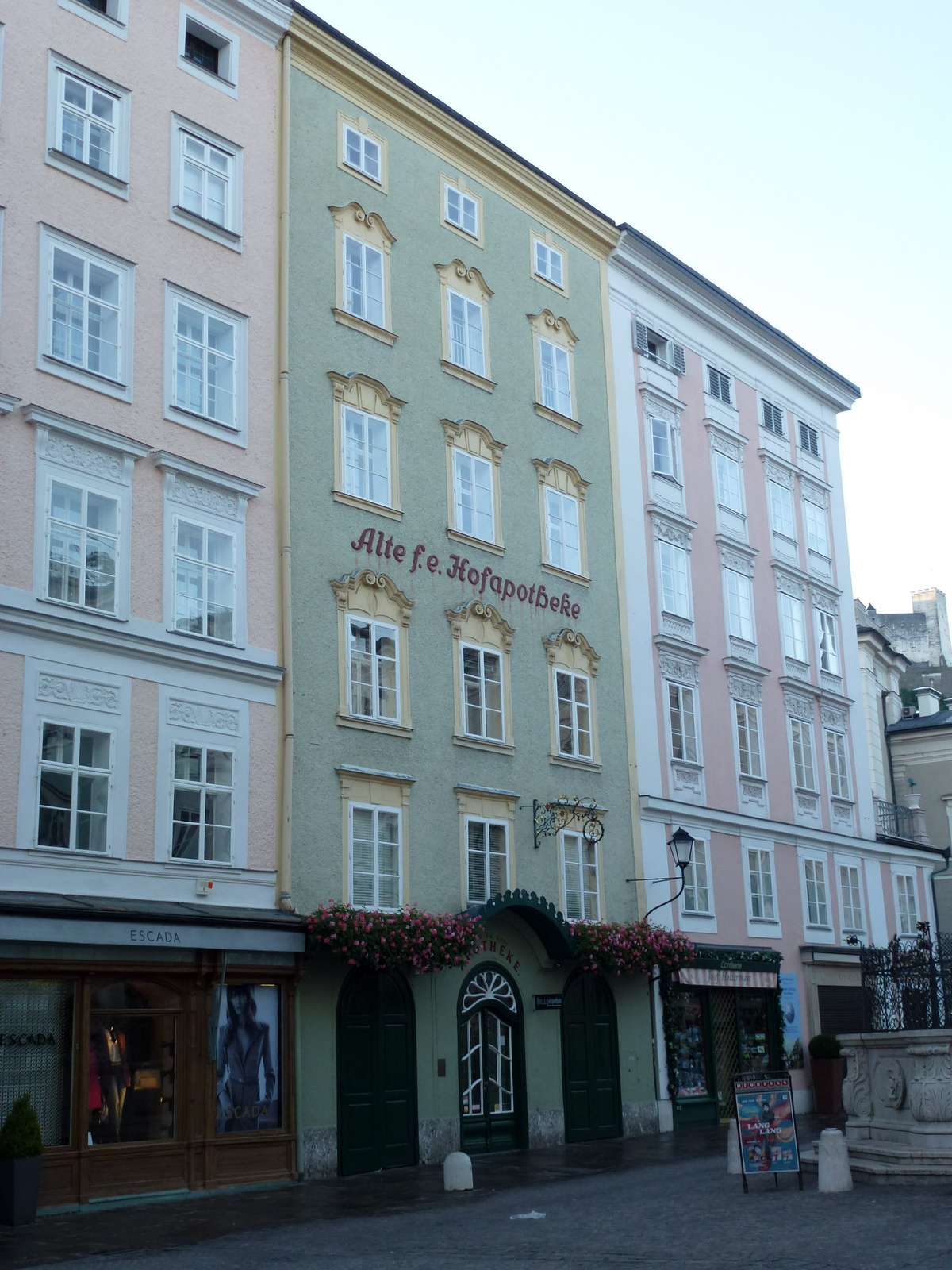
Vechea farmacie arhiepiscopală

(anterior în casa de pe Alter Markt 7, azi în casa de pe Alter Markt 6) Casa de la nr. 6 are ferestre cu ancadramente în stil baroc târziu. 
În casa de la nr. 7 s-a aflat această farmacie începând din 1591, după ce farmacistul Heinrich Merode a cumpărat clădirea. În 1647 această farmacie a fost apoi numită Farmacia curții arhiepiscopale. În apropiere există și astăzi rafturi, birou de scris rețete, echipamente și obiecte ce datează din jurul anului 1760.

### Café Tomaselli

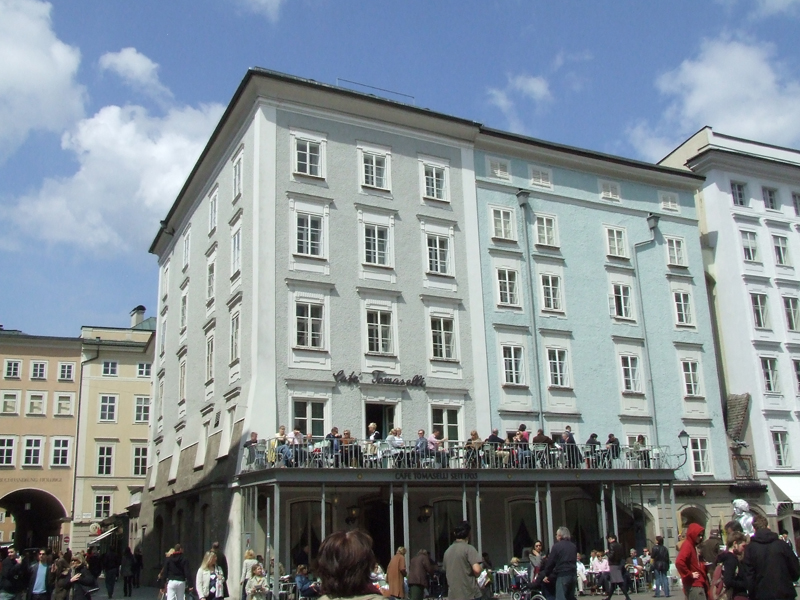
Café Tomaselli

În această casă a locuit între anii 1820 și 1826 Konstanze Nissen, văduva lui Wolfgang Amadeus Mozart, cu cel de-al doilea soț, Georg Nikolaus von Nissen. Café Tomaselli (Alter Markt 9 și 10) este cea mai veche cafenea din Salzburg, cea mai veche de pe teritoriul actual al Austriei și, eventual, cea mai veche cafenea în funcțiune din Europa Centrală.
La 31 martie 1700 consilierul din Salzburg cu origini franceze Johann Fontaine (cunoscut și ca Jean Fontain) a primit permisiunea de a vinde cafea, ceai și ciocolată. Localul său era situat inițial în casa de pe Goldgasse nr. 5. După moartea lui și a fiicei sale, cafeneaua a fost preluată de Johann Joseph Hruby, de fiica sa Maria Josepha și apoi de soțul acesteia, trompetistul curții Franz Engelhardt.

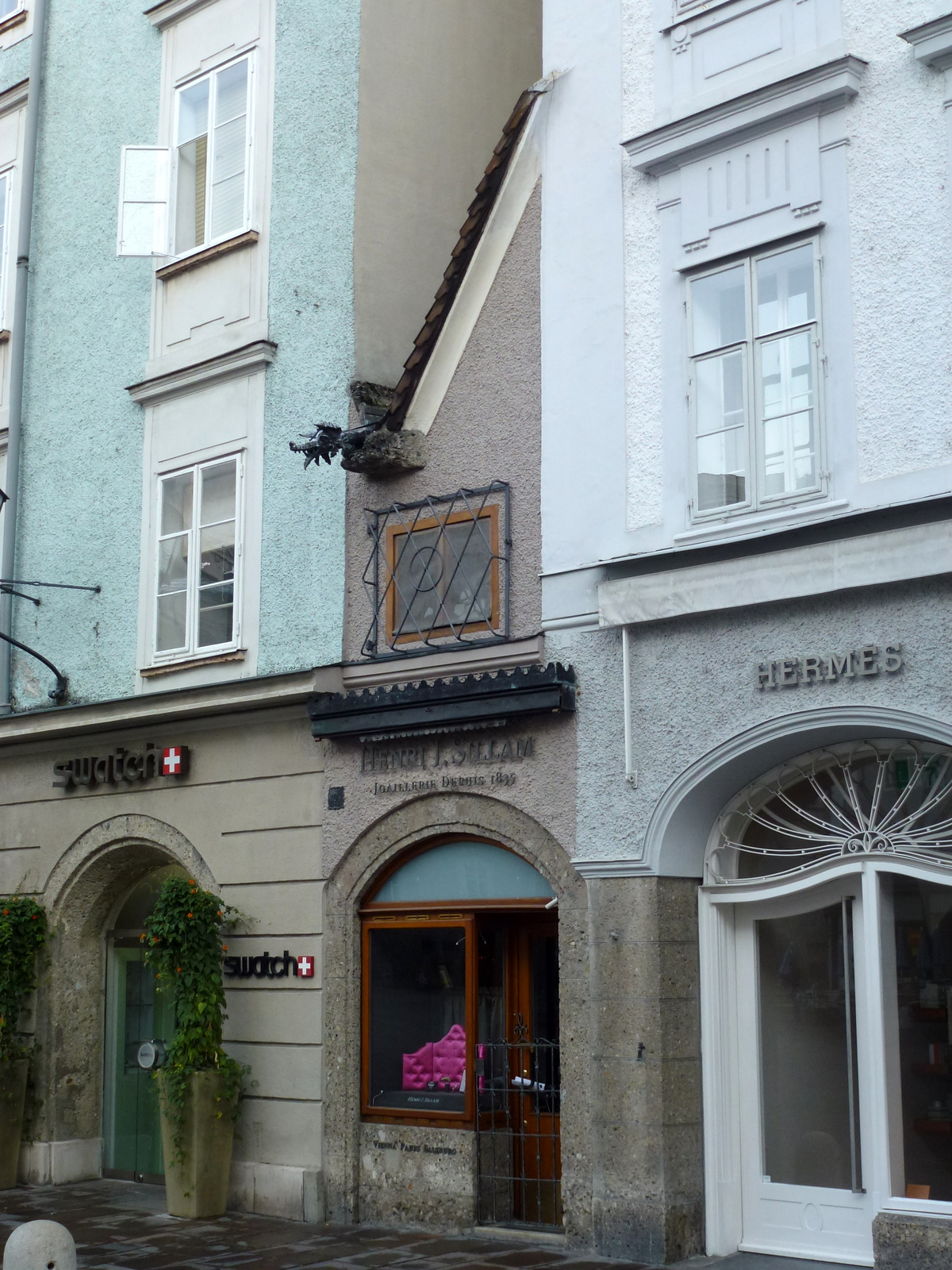

În 1752 afacerea a fost preluată de Anton Staiger, Hofmeisterul arhiepiscopului, localul fiind denumit o lungă perioadă „Staigersches Cafehaus“ și trecând printr-o perioadă de glorie după mutarea sa în 1764 pe locul unde se află și astăzi. De atunci, această cafenea s-a aflat în locația actuală.
În 1852 cafeneaua a fost cumpărată de Carl Tomaselli, fiul tenorului Giuseppe Tomaselli de la Milano și prieten al familiei Mozart. Familia Tomaselli este și astăzi proprietară al cafenelei tradiționale din Salzburg.

### Casa cea mai mică din orașul vechi
Casa cea mai mică din oraș are lățimea de 1,42 metri și se află lângă cafeneaua lui Tomaselli. Căsuța (Alter Markt 10 a) a apărut prin construirea unei străzi înguste (între 1830 și 1860).